# Sphaerodactylus levinsi
Espèce
Sphaerodactylus levinsi est une espèce de geckos de la famille des Sphaerodactylidae.

## Répartition
Cette espèce est endémique de Porto Rico.

## Étymologie
Cette espèce est nommée en l'honneur de Richard Levins.

## Publication originale
- Heatwole, 1968 : Herpetogeography of Puerto Rico. V. Description of a new species of Sphaerodactylus from Desecheo Island. Breviora, n. 292, p. 1-6 (texte intégral).